# Clinopodium ashei
Clinopodium ashei là một loài thực vật có hoa trong họ Hoa môi. Loài này được (Weath.) Small mô tả khoa học đầu tiên năm 1924.